# جاستن أستلي
جاستن أستلي (بالإنجليزية: Justin Astley)‏ هو لاعب سنوكر بريطاني، ولد في 20 مايو 1983 في Darwen ‏ في المملكة المتحدة.

## روابط خارجية
- جاستن أستلي على موقع CueTracker.net (الإنجليزية)